# Frank Diefenbach

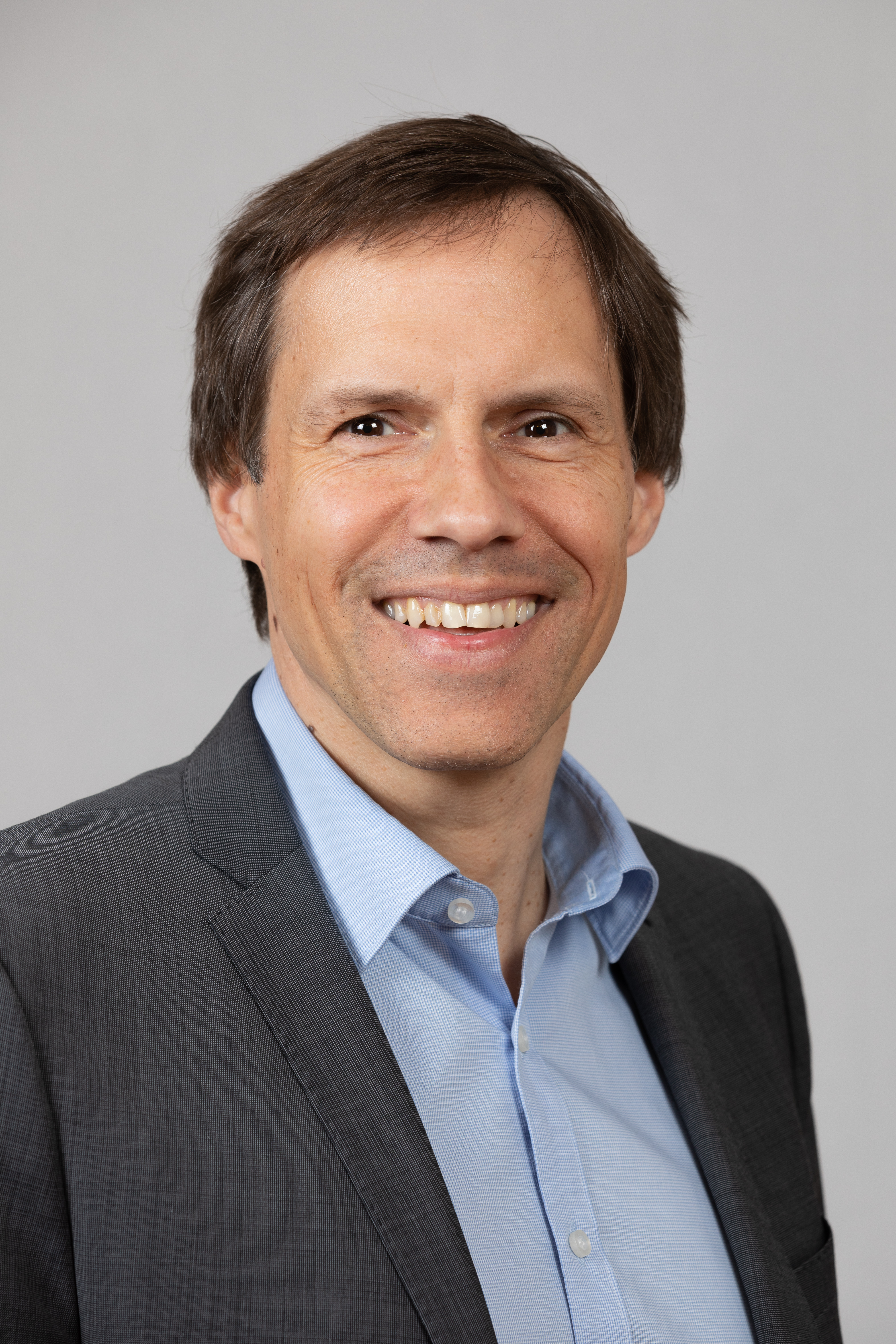
Frank Diefenbach, 2019

Frank Diefenbach (* 30. Juli 1969 in Jugenheim) ist ein deutscher Lehrer und Politiker (Bündnis 90/Die Grünen). Von 2019 bis 2024 war er Abgeordneter im 20. Hessischen Landtag.

## Leben
Frank Diefenbach studierte von 1989 bis 1996 Sozialkunde und Geschichte für das Lehramt an Gymnasien. Er ist seit 2000 als Gymnasiallehrer tätig (bis 2009 und seit 2012 wieder am Gymnasium Michelstadt). Während seiner Mitgliedschaft im Hessischen Landtag war er vom Schuldienst beurlaubt.
Diefenbach ist seit 2013 Mitglied bei Bündnis 90/Die Grünen und vertrat von 2016 bis 2021 seine Partei in der Stadtverordnetenversammlung von Michelstadt. Bei der Landtagswahl in Hessen 2018 erhielt er über die Landesliste der Grünen ein Mandat im Hessischen Landtag. Dort wurde er Mitglied des Ausschusses für Umwelt, Klimaschutz, Landwirtschaft und Verbraucherschutz, des Kulturpolitischen Ausschusses, des Kuratoriums der Hessischen Landeszentrale für politische Bildung sowie der Landesbetriebskommission für den Landesbetrieb Hessen-Forst. Bei der Landtagswahl in Hessen 2023 erlangte Diefenbach kein Mandat.
Bei der Kommunalwahl in Hessen 2021 wurde Diefenbach in den Kreistag des Odenwaldkreises gewählt.
Diefenbach ist evangelisch, verheiratet und Vater einer Tochter.